# Alexandra-Corina Bogaciu
Alexandra-Corina Bogaciu (n. 18 martie 1989, București, România) este un deputat român, ales în 2016, din partea Partidului Social Democrat (PSD). În noiembrie 2018, a demisionat din partid și în ianuarie 2019 s-a înscris în Partidul Pro România (PPR).